# Nadym
Nadym (russisk: Нады́м) er en by i Jamalo-Nenetskij autonome okrug i Rusland. Byen ligger 7 km vest for floden Nadym, og omkring 290 km sydøst for Salekhard. Indbyggertal: 45.943 (folketælling 2002), 52.586 (folketælling 1989).
Bynavnets oprindelse er usikkert. En af de mest sandsynlige versioner er at det er afledet af det nenetsiske ord njaidem, som kan oversættes til "mosegroet plads".
Nadym blev nævnt i russiske krøniker for første gang i 1598 og den dukkede op i russiske kort i 1700-tallet. Men i anden halvdel af 1800-tallet blev bosætningen forladt. I 1968 blev den genetableret efter at naturgasfeltet "Medvezje" året før blev opdaget i nærheden. Bosætningen fik indvilget bystatus 9. marts 1972.
Byens hovedvirksomhed er Nadymgazprom, som står for 40 % af Ruslands totale gasproduktion. Der er også flere store selskaber indenfor byggebranchen i byen.
Nadym Lufthavn ligger 9 km sydøst for byen.

## Venskabsbyer
- Tromsø, Norge